# Gagnefs landsfiskalsdistrikt
Gagnefs landsfiskalsdistrikt var 1918–1964 ett landsfiskalsdistrikt i Kopparbergs län, bildat när Sveriges indelning i landsfiskalsdistrikt trädde i kraft den 1 januari 1918, enligt beslut den 7 september 1917. Den 1 januari 1965 avskaffades i Sverige samtliga landsfiskaler och landsfiskalsdistrikt, och deras arbetsuppgifter delades upp på de nyskapade indelningarna polisdistrikt, åklagardistrikt och kronofogdedistrikt.
Landsfiskalsdistriktet låg under länsstyrelsen i Kopparbergs län.

## Ingående områden
När Sveriges nya indelning i landsfiskalsdistrikt trädde i kraft den 1 oktober 1941 (enligt kungörelsen den 28 juni 1941) tillfördes Bjursås landskommun från det upplösta Bjursås landsfiskalsdistrikt. När Sveriges nya indelning i landsfiskalsdistrikt trädde i kraft den 1 januari 1952 (enligt kungörelsen 1 juni 1951) ändrades inte distriktets omfattning.

### Från 1918
- Gagnefs landskommun
- Åls landskommun

### Från 1 oktober 1941
- Bjursås landskommun
- Gagnefs landskommun
- Åls landskommun